# قشلاق خان غلدي أغام أوغلان (مقاطعة بيله سوار)
قشلاق خان غلدي أغام أوغلان (بالفارسية: قشلاق خان‌گلدی اغام‌اوغلان) هي منطقة سكنية تقع في إيران في أردبيل. يقدر عدد سكانها بـ 18 نسمة .